# Crassula ciliata
Crassula ciliata (L., 1753) è una pianta succulenta appartenente alla famiglia delle Crassulaceae, originaria del Sudafrica. Venne così classificata da Linneo nel suo Species Plantarum e da allora ha mantenuto la stessa denominazione.
L'epiteto specifico ciliata deriva dal latino cilium, ciglia, e si rifà alle foglie della pianta, che presentano sui margini molte piccole ciglia.

## Descrizione

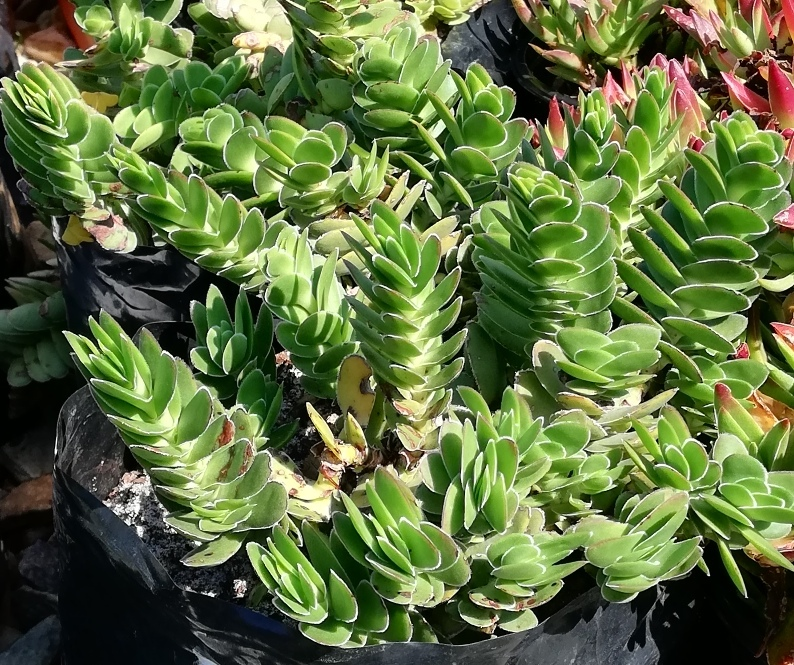
Esemplare coltivato di C. ciliata.

C. ciliata è una pianta perenne, a portamento arbustivo, composta da steli fittamente ramificati che possono raggiungere i 20-30 centimetri d'altezza. I rami, di colore verde, hanno uno stelo glabro e non perdono nel tempo le foglie più vecchie.
Queste, che misurano tra 15 e 30 millimetri in lunghezza e 5–12 mm in larghezza, hanno forma oblungo-ellittica, estremità arrotondate e profilo da piatto a leggermente convesso. Presentano una fila di ciglia marginali ricurve, da cui deriva il nome della pianta, e sono di colore da verde a giallastro.
Le infiorescenze a tirso, che si sviluppano tra novembre e gennaio, hanno forma arrotondata, misurano circa 4,5 cm di diametro e sono sorrette da un peduncolo lungo fino a 20 cm. Su di questo si sviluppa una serie di brattee, disposte a coppie di dimensioni decrescenti verso l'alto, mentre i fiori, portati dalle numerose dicasia dell'infiorescenza, sono uniti alla pianta da un pedicello lungo circa 5 mm.
I fiori pentameri hanno sepali carnosi lunghi 2-2,5 mm, con alcune ciglia marginali e di colore verde-giallo. La corolla, di forma da tubolare a stellata, misura circa 4 mm in diametro ed è composta da 5 petali di colore crema o giallo . Questi, lunghi circa 4,5 mm, hanno forma da ellittica a panduriforme, estremità appuntite e sono uniti fra loro alla base. Gli stami portano delle antere di colore da arancio-bruno a giallastro.

## Distribuzione e habitat
C. ciliata è una specie originaria delle province del Capo Occidentale e del Capo Orientale e, nello specifico, la si può trovare nell'area compresa tra la Penisola del Capo e la città di Port Elizabeth. Risulta inoltre introdotta per opera dell'uomo nello Stato federato dell'Australia Meridionale, dove si è naturalizzata.
Nelle aree da cui proviene è particolarmente diffusa in posizioni soleggiate su dolci pendii ghiaiosi, soprattutto nelle macchie arbustive del fynbos sudafricano.